# Jagna Dankowska

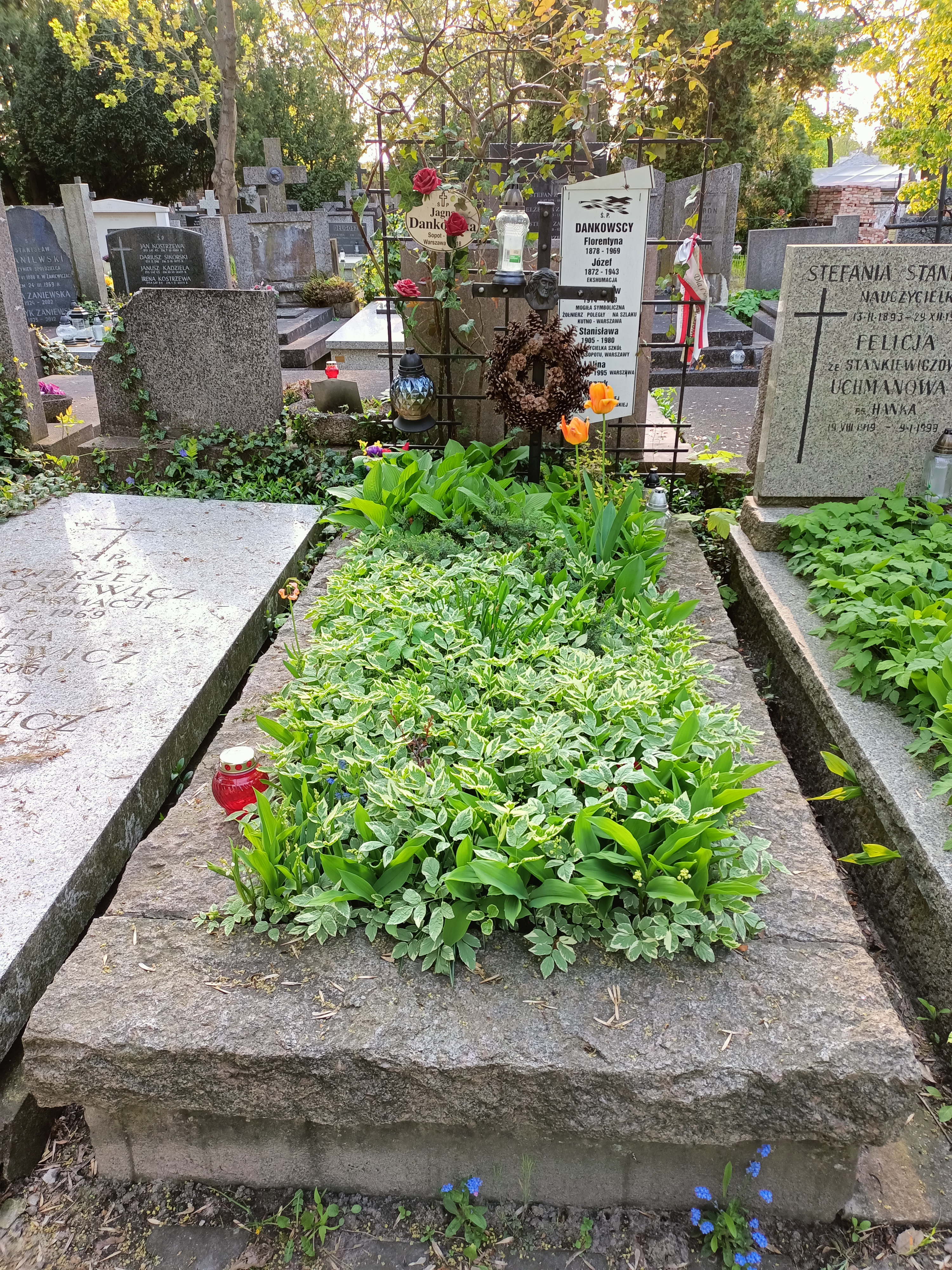
Grób Jagny Dankowskiej na cmentarzu Powązkowskim w Warszawie

Jagna Barbara Dankowska (ur. 14 listopada 1945 w Sopocie, zm. 28 października 2018 w Warszawie) – polska reżyser dźwięku i filozof.

## Życiorys
Córka Henryka i Stanisławy. Doktor habilitowana filozofii, profesor Uniwersytetu Muzycznego Fryderyka Chopina. Przedmiotem jej zainteresowań była filozofia i estetyka muzyki. W latach 2005–2008 pełniła funkcję dziekana Wydziału Kompozycji, Dyrygentury i Teorii Muzyki. W wyborach w 2008 została wybrana na stanowisko prorektora ds. studenckich i kontaktów zagranicznych w kadencji 2008–2012.
Została pochowana 5 listopada 2018 na cmentarzu Powązkowskim w Warszawie.

## Publikacje książkowe
- O muzyce i filozofii (Akademia Muzyczna im. Fryderyka Chopina, Warszawa 2000)
- U podstaw filozofii muzyki: niemiecka filozofia XIX wieku a muzyka (Akademia Muzyczna im. Fryderyka Chopina, Warszawa 2002)